# Eospalax rothschildi
Eospalax rothschildi é uma espécie de roedor da família Spalacidae. É endêmico da China, onde pode ser encontrado nas províncias de Henan, Shaanxi, Gansu, Sichuan, e Hubei.